# Heros (zoologia)
Heros Heckel, 1840 è un genere di pesci di acqua dolce appartenente alla famiglia Cichlidae e alla sottofamiglia Cichlasomatinae.

## Descrizione
Presentano un corpo alto e compresso lateralmente; il corpo è attraversato da diverse fasce verticali scure, più evidenti negli esemplari giovani. La lunghezza massima registrata è di 20 cm per Heros severus.

## Tassonomia
In questo genere sono riconosciute 5 specie:
- Heros efasciatus Heckel, 1840
- Heros liberifer Staeck & Schindler, 2015
- Heros notatus (Jardine, 1843)
- Heros severus Heckel, 1840
- Heros spurius Heckel, 1840

## Distribuzione e habitat
Sono diffusi nei bacini dell'Orinoco e del Rio delle Amazzoni, in America meridionale.